# Ruslans Nakoņečnijs
Ruslans Nakoņečnijs, nascido Ruslan Nakonechnyi (em ucraniano:  Руслан Наконечний; Mariupol, 21 de abril de 1989) é um pentatleta letão, nascido na Ucrânia. 

## Carreira
Nakoņečnijs representou seu país nos Jogos Olímpicos de Verão de 2016, terminando na 28ª colocação.